# Corazón indomable
Corazón indomable è una telenovela messicana trasmessa su Canal de las Estrellas dal 25 febbraio al 6 ottobre 2013. È un remake della telenovela del 1994 Marimar.

## Trama
Maricruz Olivares vive con Ramiro, suo nonno materno, e Solita, che è sorda e che è stata trovata abbandonata, da sua madre Guadalupe Mendoza / Guadalupe Olivares e da suo nonno quando era piccola. Vive in una baracca situata in mezzo alla natura, vicino al confine di proprietà del ranch di Narvaéz. Miguel e Octavio sono fratelli ed entrambi possiedono il Narvaéz's Ranch, che è ipotecato a causa della cattiva amministrazione che Miguel, il fratello maggiore, ha fatto. Octavio è un pilota e arriva nel ranch bisognoso di soldi poiché ha perso il lavoro e vuole che le terre vengano vendute. Non immagina che presto dimenticherà questo scopo e scoprirà che la terra, la semina e la condivisione con gli operai diventano per lui fonte di passione.
Octavio incontra Maricruz mentre sta viaggiando per le terre e sorprende il suo caposquadra che cerca di affrontarla. Nonostante le sue umili origini, la difende come un gentiluomo. Immediatamente, è intrappolato dalla sua simpatia e bellezza. Quando Octavio scopre la malizia con cui Lucia, sua cognata, tratta Maricruz, si arrabbia molto e decide di sposare Maricruz per dare una lezione a suo fratello e a Lucia. Ma Maricruz continua a essere insultata e giudicata per il suo modo di essere, parlare, recitare e mangiare.
Tuttavia, quando riceve un'offerta di lavoro allettante come pilota, Octavio lascia il ranch e chiede a suo fratello di dare a Maricruz la sua parte di terra. Lucia e sua cugina Esther preparano una trappola a Maricruz per accusarla ingiustamente di essere una ladra e finisce in prigione. Un avvocato crede in lei e ottiene la sua libertà; ma quando torna, è scioccata nello scoprire che suo nonno è morto durante un incendio per ordine di Lucía fatto da Eusebio.
Maricruz parte per la capitale con sua sorella Solita e inizia a lavorare come domestica a casa di Alejandro, che sembra essere suo padre, senza che nessuno di loro sappia del legame tra loro. Maricruz guadagna la sua fiducia e il suo amore e la aiuta a ottenere un'istruzione e diventare una donna dell'alta società. Nel frattempo accetta di aiutarlo nell'amministrazione della nave da crociera-casinò, di stanza a Isla Dorada. Lì dovrà affrontare l'ambizione delle sorelle Canseco Carola e Raiza, che mantengono le loro vite a proprio agio a spese di Alejandro. Il maggiordomo di Alejandro; Tobías, scopre il certificato di nascita di Maricruz dove compare il suo vero nome: María Alejandra Mendoza Olivares. Per evitare la grande impressione che potrebbe uccidere Alejandro, dal momento che soffre di una malattia al cuore, decide di non rivelargli che Maricruz è sua figlia, ma dice a Maricruz la verità e lei si sente molto contenta di tale notizia.
Miguel informa suo fratello che Maricruz è scomparsa dopo la morte del nonno. Octavio arriva al casinò, invitato da un amico. Il bell'aspetto di Octavio cattura l'interesse delle donne sofisticate e si sente lusingato, ma non può dimenticare Maricruz. Non immagina che l'umile giovane che era sua moglie non sia altro che l'elegante María Alejandra Mendoza, l'erede, manager e principale ospite della nave da crociera-casinò.

## Personaggi
- Maricruz Olivares/Maria Alejandra Mendoza Olivarez, interpretata da Ana Brenda Contreras
- Octavio Narváez, interpretato da Daniel Arenas
- Lucía Bravo de Narváez, interpretata da Elizabeth Álvarez
- Alejandro Mendoza, interpretato da César Évora
- María, interpretata da María Elena Velasco
- Miguel Narváez, interpretato da René Strickler
- Carola Canseco, interpretata da Rocío Banquells
- Manuel Landeta as Teobaldo, interpretato da Manuel Landeta
- Don Ramiro, interpretato da Ignacio López Tarso
- Raiza Canseco, interpretata da Ana Patricia Rojo
- Eusebio Bermúdez/Nazario Bermúdez, interpretato da Carlos Cámara Jr.
- José Antonio, interpretato da Juan Ángel Esparza
- Simona Irazábal, interpretata da Isadora González
- Ofelia, interpretata da Yuliana Peniche
- Soledad "Solita" Olivares, interpretata da Gaby Mellado
- Eduardo Quiroga, interpretato da Ricardo Franco
- Araceli, interpretata da Michelle Ramaglia
- Esther "Esthercita" Bravo de García, interpretata da Elizabeth Valdez
- Tony, interpretato da Antonio Fortier
- Álvaro Cifuentes, interpretato da Sergio Goyri
- Dominga, interpretata da Maribel Fernández
- Doris Montenegro, interpretata da Ingrid Martz
- Elemír Karím, interpretato da Carlos de la Mota
- Bartolomé, interpretato da Alejandro Tommasi
- Natasha, interpretata da Arleth Terán
- Perico, interpretato da Gerardo Arturo
- Mohamed, interpretato da Luis Uribe
- Francisco, interpretato da Luis Couturier
- Lucretia, interpretata da Queta Lavat